# 2921 Sophocles
A 2921 Sophocles (ideiglenes jelöléssel 6525 P-L) egy kisbolygó a Naprendszerben. Cornelis Johannes van Houten,  Ingrid van Houten-Groeneveld és  Tom Gehrels fedezte fel 1960. szeptember 24-én.